# Liste der Kellergassen in Pillichsdorf
Die Liste der Kellergassen in Pillichsdorf führt die Kellergassen in der niederösterreichischen Gemeinde Pillichsdorf an.
| Foto |                 | Kellergasse          | Standort                  | Beschreibung |
| ---- | --------------- | -------------------- | ------------------------- | --- |
| ja   | Datei hochladen | „Gegenüber Hofwiese“ | KG: Pillichsdorf Standort | Die Kellergasse ist eine einseitige Einzelkellergasse an einer Geländekante. Sie besteht aus 19 Gebäuden (davon vier Um- oder Neubauten), mehrheitlich in Schildmauerform, und hat eine Länge von 100 Metern. Die Hälfte der Keller sind erneuerungsbedürftig. Die älteste Datierung geht auf das Jahr 1914 zurück. |
| ja   | Datei hochladen | Kellergasse          | KG: Pillichsdorf Standort | Das beidseitige Kellergassensystem besteht aus der in einem breiten Graben befindlichen Kellergasse und der am Ortsrand in einem schmalen Graben nach Nordwesten abzweigenden Oberen Kellergasse. Es umfasst 163 Gebäude (davon 27 Um- oder Neubauten) und hat eine Länge von 650 Metern. Die Keller haben mehrheitlich traufständige Presshäuser; ein Drittel ist erneuerungsbedürftig oder verfallen. Die älteste Datierung geht auf das Jahr 1855 zurück.                                                |
| ja   | Datei hochladen | Untere Kellergasse   | KG: Pillichsdorf Standort | Das Kellergassensystem besteht aus einer beidseitigen Kellergasse in einem Hohlweg, der vom östlichen Ortsrand nach Norden führt, und einer großteils einseitigen Kellergasse entlang einer Geländekante, die von dem Hohlweg nach Westen abzweigt. Es besteht aus 80 Gebäuden (davon vier Um- oder Neubauten) und hat eine Länge von 500 Metern. Die Keller sind mehrheitlich traufständig; mehr als die Hälfte der Keller sind erneuerungsbedürftig. Die älteste Datierung geht auf das Jahr 1872 zurück. |

| Foto:                    | Fotografie der Kellergasse (Gesamtheit). Klicken des Fotos erzeugt eine vergrößerte Ansicht. Daneben finden sich zwei Symbole: \| Weitere Bilder vorhanden \| Das Symbol bedeutet, dass weitere Fotos des Objekts verfügbar sind. Durch Klicken des Symbols werden sie angezeigt. \| \| Eigenes Foto hochladen \| Durch Klicken des Symbols können weitere Fotos des Objekts in das Medienarchiv Wikimedia Commons hochgeladen werden. \| |
| Name:                    | Bezeichnung der Kellergasse |
| Standort:                | Es ist die Katastralgemeinde (KG) angegeben. Durch Aufruf des Links Standort wird die Lage der Kellergasse in verschiedenen Kartenprojekten angezeigt. |
| Beschreibung             | Kurze Beschreibung der Kellergasse |
| Weitere Bilder vorhanden | Das Symbol bedeutet, dass weitere Fotos des Objekts verfügbar sind. Durch Klicken des Symbols werden sie angezeigt. |
| Eigenes Foto hochladen   | Durch Klicken des Symbols können weitere Fotos des Objekts in das Medienarchiv Wikimedia Commons hochgeladen werden. |